# سد اوسوی
سد اوسوی (به لاتین: Usoi Dam) یک سد در تاجیکستان است.